# Ricardo Lingan Baccay
Ricardo Lingan Baccay (Tuguegarao, 3 aprile 1961) è un arcivescovo cattolico filippino, dal 18 ottobre 2019 arcivescovo metropolita di Tuguegarao.

## Biografia

### Formazione e ministero sacerdotale
Ha frequentato le scuole secondarie presso il San Jacinto Seminary, i corsi di filosofia e teologia all'università di San Tomas di Manila. In seguito ha conseguito un master of Arts al Lyceum di Aparri e il dottorato in Educational Management all'Università di Manila. Dopo essere stato ordinato sacerdote il 10 aprile 1987 dall'arcivescovo di Tuguegarao Diosdado Aenlle Talamayan, dal 1987 al 1993 è stato segretario particolare dell'arcivescovo di Tuguegarao. Nel 2005 è stato nominato rettore del seminario minore San Jacinto nella stessa arcidiocesi.

### Ministero episcopale

Stemma da vescovo ausiliare di Tuguegarao

Il 23 febbraio 2007 papa Benedetto XVI lo ha nominato vescovo ausiliare di Tuguegarao, assegnandogli la sede titolare di Gabala.
Ha ricevuto l'ordinazione episcopale il 10 aprile successivo presso la cattedrale di Tuguegarao dall'allora nunzio apostolico nelle Filippine arcivescovo Fernando Filoni (divenuto in seguito cardinale), co-consacranti l'arcivescovo metropolita di Tuguegarao Diosdado Aenlle Talamayan e il vescovo di Laoag Sergio Lasam Utleg.

Stemma da vescovo di Alaminos

Il 20 febbraio 2016 è stato nominato vescovo di Alaminos e ha preso possesso della diocesi il 4 maggio successivo.

Stemma da arcivescovo di Tuguegarao

 Il 18 ottobre 2019 papa Francesco lo ha promosso arcivescovo metropolita di Tuguegarao; è succeduto a Sergio Lasam Utleg, dimessosi per raggiunti limiti d'età.
Ha preso possesso dell'arcidiocesi il 14 gennaio 2020, mentre il 14 gennaio 2021 ha ricevuto il pallio dall'arcivescovo di Nueva Segovia Mario Mendoza Peralta, dopo che era stato benedetto dal Santo Padre il 29 giugno precedente.
Il 20 maggio 2019 ha svolto la visita ad limina.
All'interno della Conferenza episcopale delle Filippine è presidente della commissione episcopale sulla bioetica e rappresentante regionale della zona nord di Luzon e durante l'assemblea plenaria del 2019 è stato eletto membro del Catholic Bishops' Conference of the Philippines (CBCP).
Nel 2021 insieme all'arcivescovo di Nueva Segovia Mario Mendoza Peralta e all'arcivescovo di Lingayen-Dagupan Socrates Buenaventura Villegas ha esortato i fedeli a resistere a quello che ha definito “un ordine pubblico omicida e corrotto”. In questo modo ha denunciato le uccisioni dilaganti di sospettati di droga, giornalisti, oppositori politici, avvocati e persino sacerdoti avvenute nei cinque anni precedenti. Per dare una risposta a questi eventi, ha chiesto azioni “non violente”, dicendo che si tratta dell'"unica resistenza moralmente accettabile”, come ad esempio assemblee pacifiche di dissenso, discussioni su questioni sociali guidate dal Vangelo o manifestazioni di onestà ed eroismo. Gli arcivescovi hanno anche criticato la risposta del governo alla pandemia di Covid-19 in atto, che ha già ucciso più di 34.000 persone nel Paese, denunciando una presunta cattiva gestione da parte del dipartimento della salute di circa 67 miliardi di fondi destinati a rispondere alla pandemia.

## Genealogia episcopale
La genealogia episcopale è:
- Cardinale Scipione Rebiba
- Cardinale Giulio Antonio Santori
- Cardinale Girolamo Bernerio, O.P.
- Arcivescovo Galeazzo Sanvitale
- Cardinale Ludovico Ludovisi
- Cardinale Luigi Caetani
- Cardinale Ulderico Carpegna
- Cardinale Paluzzo Paluzzi Altieri degli Albertoni
- Papa Benedetto XIII
- Papa Benedetto XIV
- Papa Clemente XIII
- Cardinale Enrico Benedetto Stuart
- Papa Leone XII
- Cardinale Chiarissimo Falconieri Mellini
- Cardinale Camillo Di Pietro
- Cardinale Mieczysław Halka Ledóchowski
- Cardinale Jan Maurycy Paweł Puzyna de Kosielsko
- Arcivescovo Józef Bilczewski
- Arcivescovo Bolesław Twardowski
- Arcivescovo Eugeniusz Baziak
- Papa Giovanni Paolo II
- Cardinale Fernando Filoni
- Arcivescovo Ricardo Lingan Baccay